# Heino Blum
Heino Blum (ur. 17 stycznia 1956 w Wülfrath) – niemiecki malarz tworzący współcześnie w nurcie neoimpresjonizmu.

## Życiorys
Mieszkał w Selm i w Wuppertalu. Obecnie mieszka i tworzy w Olfen, gdzie ma swoje atelier. Studiował, podróżując po takich krajach, jak:
Francja, Portugalia, Szwajcaria, Austria, Włochy, Rumunia, Republika Czeska, Węgry, Chorwacja, Hiszpania, Holandia.
Od 1998 swoją twórczość przedstawiał na 28 krajowych i międzynarodowych wystawach. Heino Blum jest twórcą i współtwórcą w wiele artystycznych projektów i wystaw.
Około 2006 roku stworzył ideę miniatur, które nakreślają kierunek rozwoju emocji i serca.
Podróżując po wielu krajach Europy studiował malarstwo w sposób odbiegający od akademickiego; osiągnął biegłość w niewerbalnym wpływie sztuki na rozwój emocjonalny człowieka.
Heino Blum tworzy swoje obrazy po to, aby dotrzeć do wnętrza ludzkich emocji, aktywować je na wyższy poziom, uczestniczyć przez swoją sztukę w ewolucji ludzkich uczuć.
W latach 2007 – 2011 r. był pierwszym przewodniczącym Grupy Artystycznej Selm. Pod jego kierownictwem społeczność Selm stworzyła wiele projektów artystycznych, łączących pokolenia.
Oprócz malarstwa, artysta pisze wiersze liryczne, które zostały opublikowane w formie płyty CD wydanej własnym sumptem.

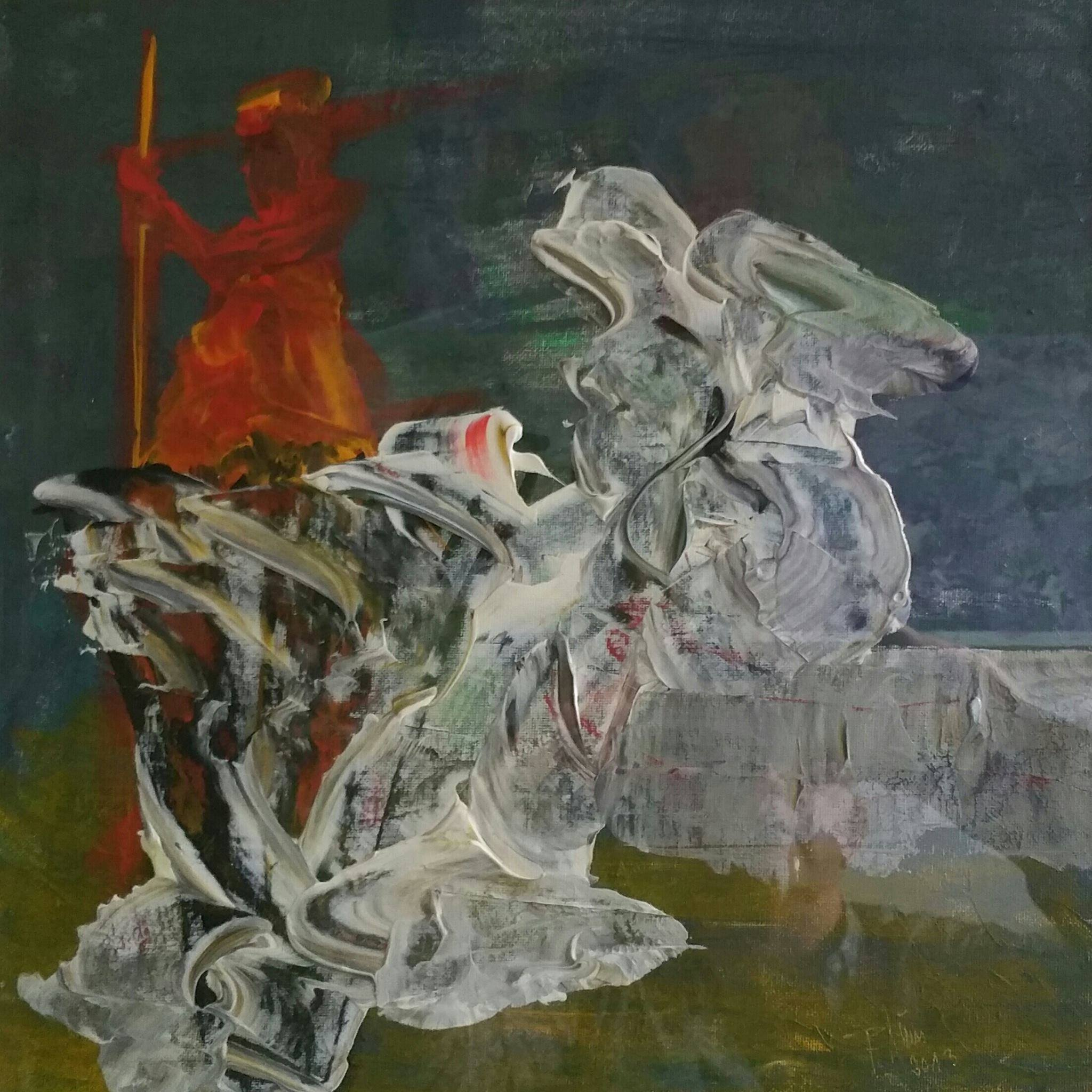
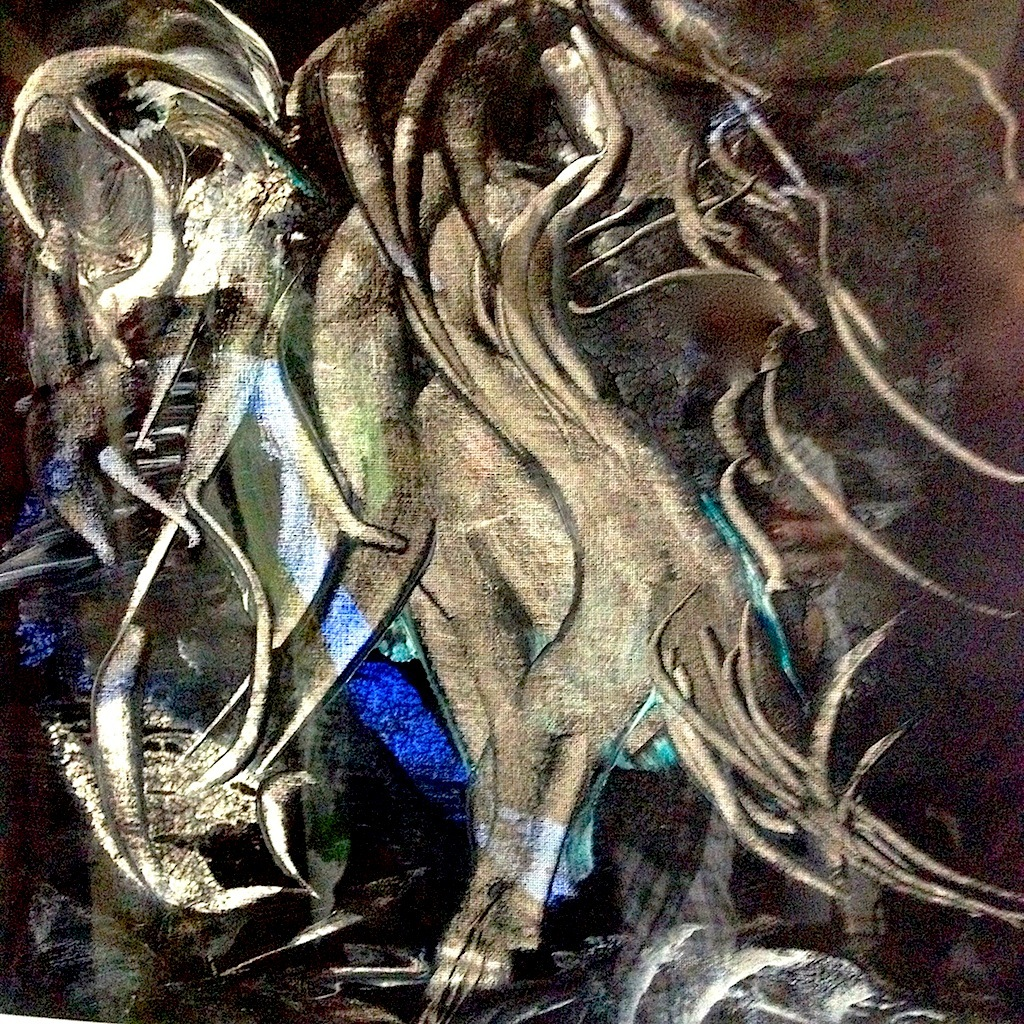
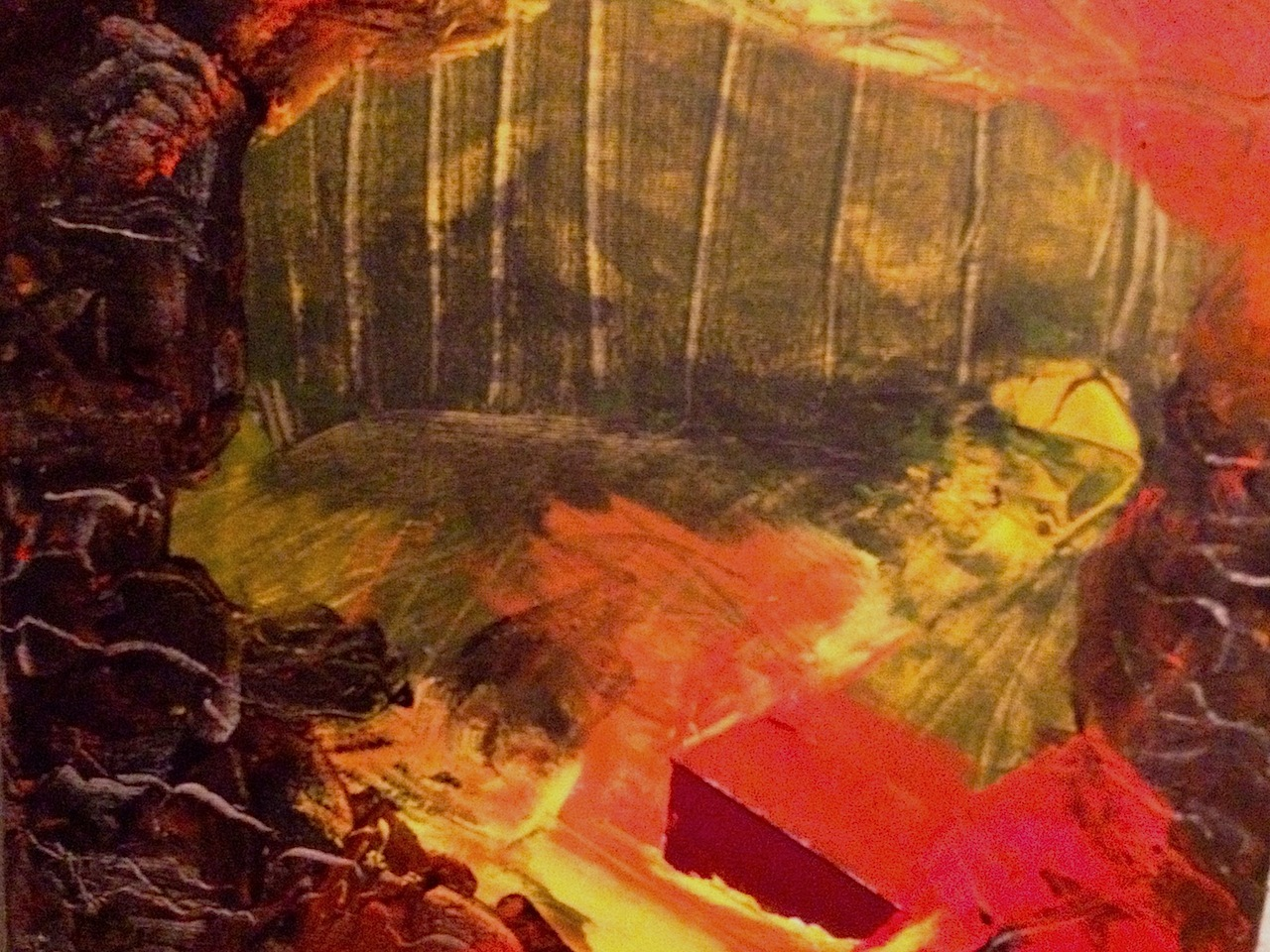
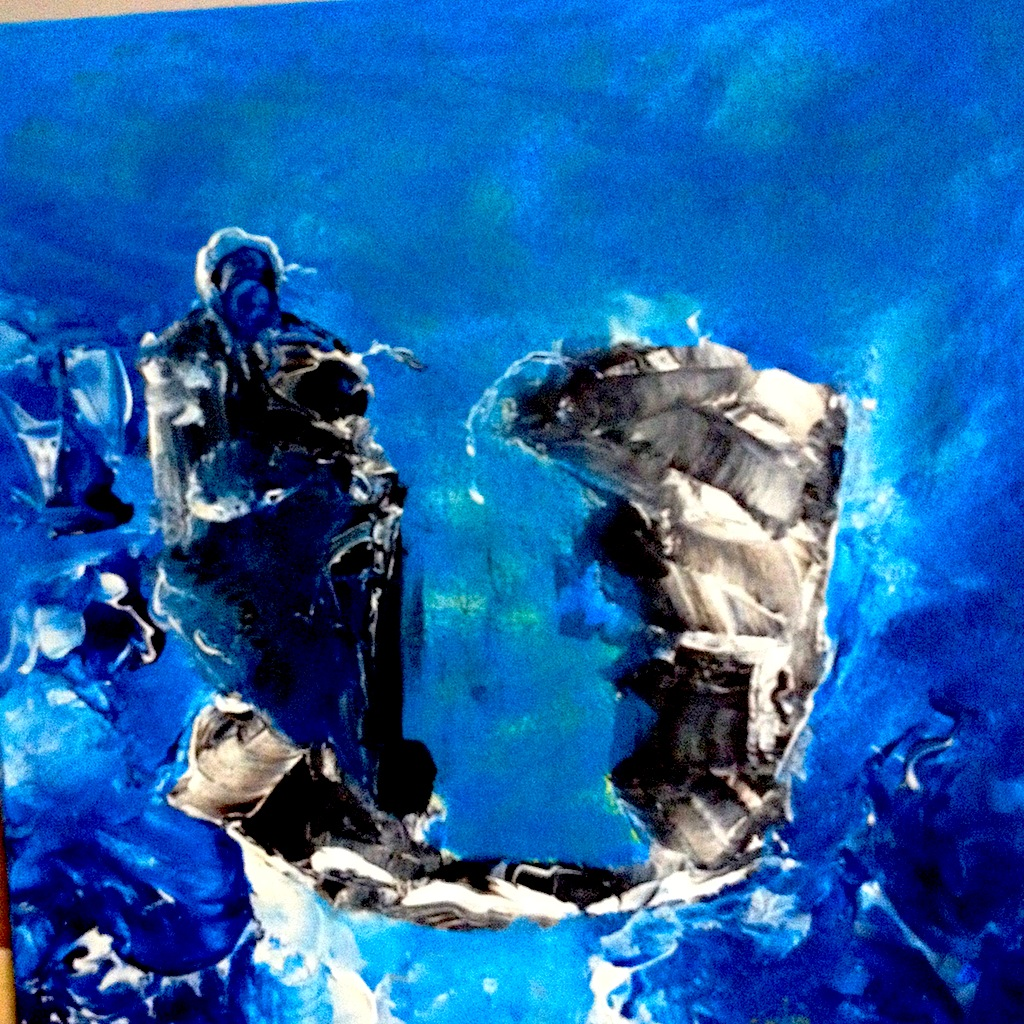
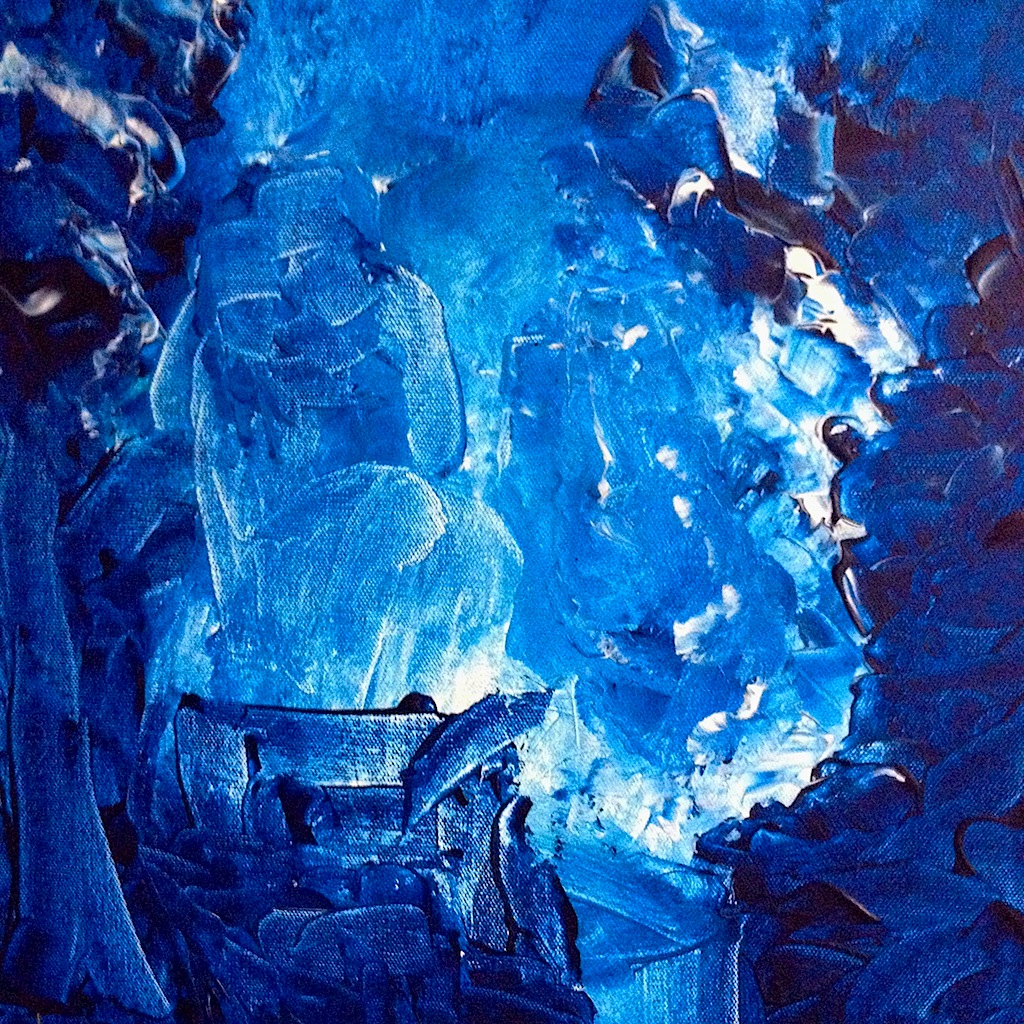
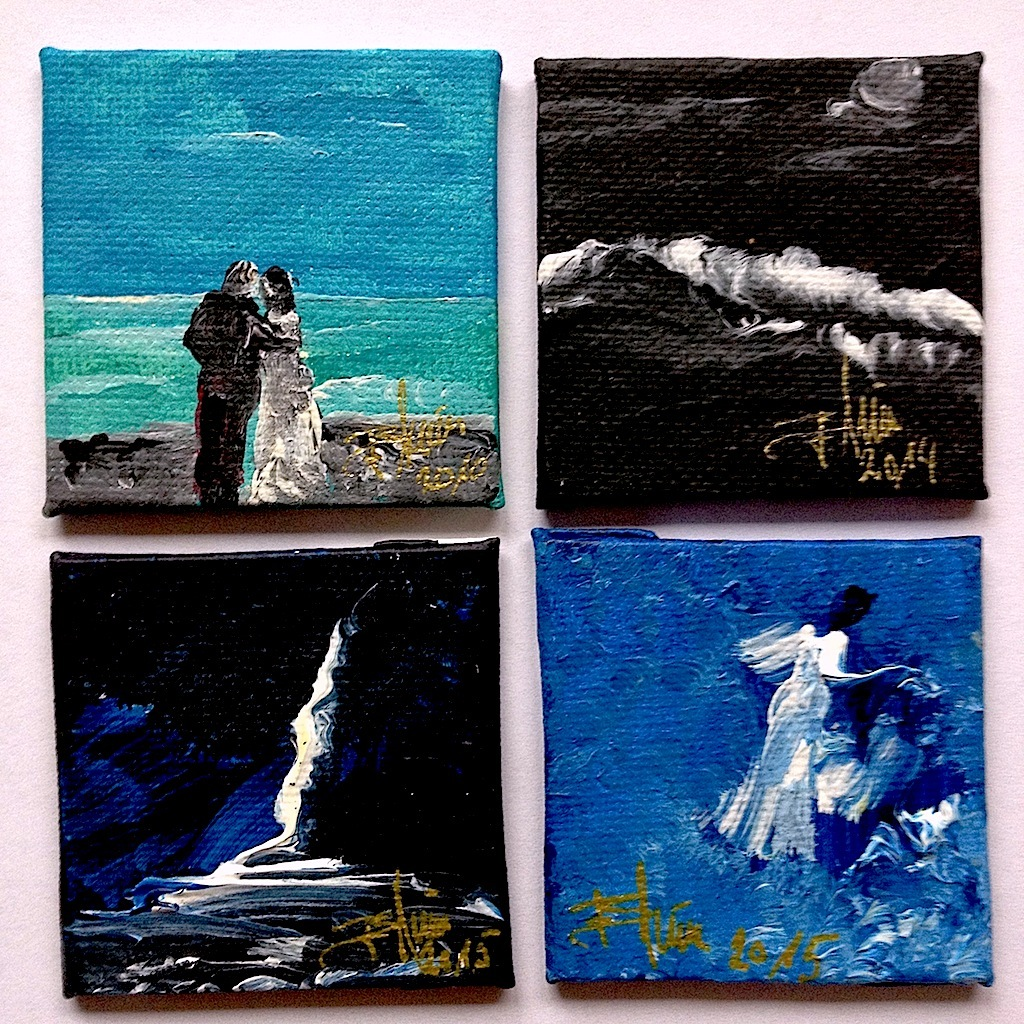
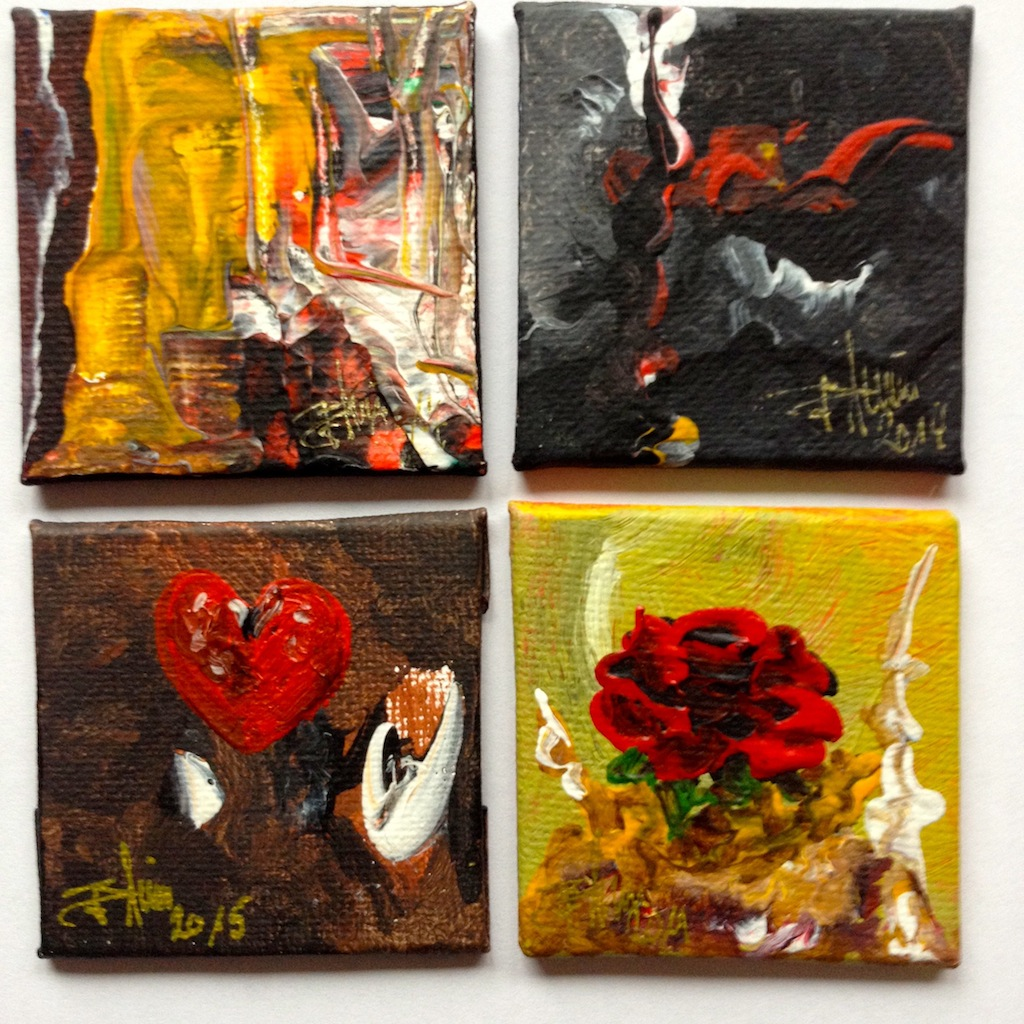

## Niektóre projekty i wystawy
1. Wuppertal 1998,
2. Spiel mit den Farben 2005, Selm,
3. Herzreisen Herzblut 2006,
4. Herbstflimmern – 2006, Düsseldorf,
5. Selm – Bork, 2007,
6. Burg Botzlar, 2007,Selm
7. Vorsitzender Künstlergemeinschaft2007 – 2011, Selm,
8. Nacht der Malerei – Dorf Teufelsmoor, 2007, Bremen,
9. Kunst im Schloß – Finanzhochschule Nordkirchen NRW, 2008,
10. Theaterausstellung Olfen / Selm / Herten Theatergruppe Pur, 2008,
11. Raum für Träume und Fantasie Düsseldorf 2008
12. Abstraktion und Figuration, 2008, Selm,
13. Projekt Künstlergemeinschaft, 2008, Selm zur 1150 Jahrfeier Leitung: Heino Blum
14. Schulprojekte, 2008.
15. Ruhr 2010 Projekt Kultourengel Europäische Kulturhauptstadt
16. Reisen unterwegs in Herzensangelegenheiten, 2011,
17. Kunst und Kulturmomente, 2012, Olfen,
18. Tecklenburg, Kulturhaus Ausstellung Abstraktionen, 2013
19. Kunst und Kulturverein Worpswede Gemeinschaftsausstellung – der Engel -2013,
20. Ausstellung Miniaturen Legge- April 2014, Tecklenburg,
21. Ausstellung Schloss Nordkirchen / Münsterland. Mai 2014,
22. Ausstellung Kulturhaus Tecklenburg Abstraktionen und Skulpturen Rainer Paral / Heino Blum Gemeinschaftsausstellun. August 2014 ,
23. Abstrakte Kunst – Abstrakte Fotografie Gemeinschaftsausstellung Reinhard Dedecek /Heino Blum Hagen NRW September 2014,